# حامیان حسن روحانی در انتخابات ریاست‌جمهوری ۱۳۹۲
در انتخابات ریاست‌جمهوری ۱۳۹۲ افراد و گروه‌هایی از حسن روحانی پشتیبانی کردند که در این نوشتار به آن‌ها اشاره شده‌است:

## حامیان سیاسی
با وجودی که، اخبار غیررسمی از حمایت جبهه اصلاح طلبان و اعتدال گرایان از روحانی به گوش می‌رسید، تا چهار روز مانده به انتخابات ۱۳۹۲ هیچ‌یک از چهره‌های برجسته سیاسی به صورت رسمی و علنی از روحانی حمایت نکرده بودند، اما پس از کناره‌گیری محمدرضا عارف به نفع حسن روحانی و بر اساس تصمیم جبهه اعتدال‌گرایان و اصلاح‌طلبان، علی اکبر هاشمی رفسنجانی و سید محمد خاتمی، سید حسن خمینی و علی اکبر ناطق نوری، طی صدور اطلاعیه‌ای حمایت رسمی خود را از کاندیداتوری حسن روحانی اعلام کردند و روحانی را به عنوان نامزد اصلاح‌طلبان و اعتدال‌گرایان معرفی نمودند.
مراجع تقلید
- یوسف صانعی[۱]
- سید علی محمد دستغیب
- بیات زنجانی[۲]
- مولوی عبدالحمید[۱]
- بیت حسینعلی منتظری[۳]

رؤسای سابق جمهور
- علی اکبر هاشمی رفسنجانی[۴]
- سید محمد خاتمی[۵]

خانواده روح‌الله خمینی
- سید حسن خمینی
- زهرا مصطفوی دختر خمینی[۶]
- زهرا اشراقی، نوه خمینی[۷]

خانواده هاشمی رفسنجانی
- فاطمه هاشمی رفسنجانی[۸]

خانواده خاتمی
- سیده فاطمه خاتمی، خواهر سید محمد خاتمی[۹]

نمایندگان وقت مجلس
- علی مطهری، نماینده تهران[۱۰]
- عطاء الله حکیمی، نماینده رودبار (رئیس ستاد انتخاباتی مردمی روحانی)[۱۱]

نمایندگان سابق مجلس
- جلال جلالی زاده
- علی اکبر ناطق نوری[۱۲]
- قدرت‌الله علیخانی
- سید محمود علوی
- حسن غفوری فرد
- محمد علیخانی
- احمد ناطق نوری
- حمید زنگنه
- سید هادی خامنه‌ای[۱۳]
- سید رضا اکرمی[۱۴]
- محمد اشرفی اصفهانی[۱۵]

وزرای سابق
- جعفر توفیقی داریان
- محمدرضا عارف[۱۶]
- اسحاق جهانگیری
- مصطفی معین،[۱۷]
- مسعود پزشکیان
- محمود حجتی
- مرتضی حاجی
- صفدر حسینی
- احمد خرم
- علی صوفی
- علی عبدالعلی‌زاده،[۱۸]
- محمد شریعتمداری،[۱۹]
- ایرج فاضل
- رضا ملک‌زاده[۲۰]

استانداران سابق
محمدحسن اصغرنیا، مرتضی بانک، محمدرضا بهمنی، محمدحسن تولایی، علی بخش جهانبخش، علی جنتی، علی جابریان، محمود حسینی، جمشید حقگو، محسن خردمند، علی دانش منفرد، اسماعیل داودی شمسی، ابراهیم درازگیسو، اسماعیل دوستی، صمد رجا، علی‌اکبر رحمانی، رحیم رفیعی‌پور، عبدالمحمد زاهدی، محمدعلی سبحان‌اللهی، غلامعلی سفید، مسعود سلطانی‌فر، نصرت‌الله شادنوش، محمود شریفیان، غلامرضا صحرائیان، علی صوفی، سید حمید طهایی، محمد شریفیان، غلامرضا صحراییان، حسینعلی عظیمی، جواد قناعت، رحیم قربانی، سجاد کاظمی، داود کشاورزیان، حمید کلانتری، عبدالله کوپایی، علی مبینی، یحیی محمدزاده، احمد مدرسی‌زاده، حسین مفیدی، محمدهاشم مهیمنی، محمود میرلوحی، عباس میرزا ابوطالبی، محسن نریمان، عباس نصیریان، محمدباقر نویسی، محسن نیلی، عبدالرضا هاشمی‌زایی، غلامرضا اسفندیاری

## اعضا و هواداران احزاب سیاسی
رضا یوسفیان، سعید رضوی فقیه، محمود طالقانی، علی توکلی یرکی، جهانبخش خانجانی، محمد تمیزکار، حامد ایرانشاهی، مرتضی احمدی، داوود کرمی، حامد احمدی، بهروز اسدنژاد، شمس الدین سیاسی راد، علیرضا کفشکنان، علی آقایی، اکبر افتخاری، سعید الله بداشتی، رحمت‌الله یاری، وحید قبادی، علیرضا طاهری، حسن تاجیک، محمود مرتضایی فر، مسعود زهبیون، میثم وره چهر، علی قاسمی، مهدی نادمی، ایرج زارع، میثم نامی، سید مهدی دیباج، بهداد محمدی، جواد علیخانی، علی عدلی، مهدی درویش، علیرضا جلالی، حسین درودیان، ابوالفضل آسیابی، محمدرضا عباسی، احمد فرجی، رضا شریفی، علی محمد صفری، علی داوطلب، محمد حسین جانی پور بروجنی، داود کامکار، فریدون عربی، محمد رضا عبادیان، فخرالدین حیدریان، عفت السادات میر معینی، محمد رضا محمدی، شاهرخ ویسی، جلال امیری، کیان عبدی، علی صادقی، سید حسین جلالی، سعید سرسنگی، حسن حضرت زاده، علی حاجی کتابی، حجت شریفی، مهدی رضا حسینی، مهدی نادمی، محمد مهدی شریفی، خسرو قاضی زاده، امید عزیزیان، جواد ادوانی، مسعود پهلوان نصیر، مجتبی تردست، امیر پاکزاد، وحید دستگاه دار، حسین کافی، بهزاد طالبی، زهرا کاظم‌زاده، آرتا فرهودی، ساسان منبری، محمد صیادی، علی‌رضا خوشبخت، مجتبی افرند، جلال‌الدین امیری، بهرام الماسی، ایوب درخشان، سیروس عبدی، قربانعلی عبدی، مرتضی سالمی، محمد قره تپه، ابوالفضل آسیابی، مجتبی فتحی، امین دربان، حمیده چوبینه، آرش فره وشی، مهدی مردانی فر، مصطفی اسلامی، عباس شفیعی، امین معینی پور، احمد آدینه وند، صابر شیخ لو، بهرام فیاضی، مهران نارکی، مصطفی کرمی، علی آمره، حمید مشایخی، سعید کمیجانی، احمدرضا غلامی، علی هداوند، حجت رحیمی، مهران تاجدار، مهدی زمان، مرتضی اسماعیل پور، زهرا توحیدی، سیامک کریمی، فاطمه اژه یان، رضا موسوی، حجت بختیاری، مهدی مسافر، حامد عاشقعلی ، محمد باقر غلامپور 

## حامیان فرهنگی و هنری
- رضا رشیدپور
- عبدالحسین مختاباد
- امیر جعفری
- ریما رامین‌فر
- محمد جمشیدعینی
- سحر دولتشاهی
- پیمان قاسم خانی
- بهاره رهنما
- پگاه آهنگرانی
- طناز طباطبایی
- خشایار دیهیمی
- آروند دشت‌آرای
- اردشیر رستمی
- علی قربانزاده
- سامان مقدم
- مرتضی شایسته
- علی کریم
- منیِژه حکمت
- مهدی کرم پور
- حسین سناپور
- ساعد باقری
- سهیل محمودی
- عبدالجبار کاکایی
- فاطمه راکعی
- افشین علا
- ایثار امیرمحجوب
- امیر احمدی آریان
- محسن امیریوسفی
- آزاده اخلاقی
- نورا حق‌پرست
- فرهاد توحیدی
- بهناز جعفری
- محمد رمضانی
- حمید شوراعیان
- ایمان صفایی
- امین دوایی
- علی یارراستی
- ساسان ابری
- محمود حسینی زاد
- همایون حسینیان
- فریبا جدیکار
- شاپور پورامین
- جلال ساداتیان
- ضیاءالدین دری
- مسعود جعفری جوزانی
- محمد علی حسینی نژاد
- نیلوفر لاری پور
- داوود توحید پرست
- رضا اعظمیان
- محمد حمزه‌ای
- سعید سهیلی
- لیلی رشیدی
- امیر اثباتی
- فریدون عموزاده خلیلی
- سمیرا علیخان زاده
- حدیث لزر غلامی
- حسین شیخ الاسلام
- افشین هاشمی
- امیر مهدی ژوله
- محمد حسن شهسواری
- آریا کسایی
- مصطفی رحمان‌دوست
- طاهره ایبد
- مهدی حجوانی
- بیوک ملکی
- پانته‌آ واعظ‌نیا
- خشایار الوند
- مجید برزگر
- مصطفی خرقه پوش
- محسن امیریوسفی
- امیر حسین خورشیدفر
- پوریا پورامین
- اکبر سیرتی گوهری
- علی شروقی
- مهدی میرمحمدی
- زروان روح بخشان
- آزاده شاه میری
- آیدا وثوقی
- امیر موبد
- مجتبی امینی
- میثم یوسفی
- علی صادقی
- حمید نیکخواه
- بهنام صدیقی
- حسین غیاثی
- سیاوش اسعدی
- احترام برومند
- آرش صادقی
- مهدی دلخواسته
- سینا دادخواه
- پدرام رضایی زاده
- فاطمه سالاروند
- حمید پورآذری
- چکامه چمن ماه
- جواد مقدس
- آیدین صمیمی مفخم
- الکا هدایت
- نیما عقیانی
- ساتیار امامی
- علی داریا
- مناف یحیی پور
- علی اصغر سیدآبادی
- رضا ساکی
- محمد صفاجویی
- افسانه گیویان
- حمیدرضا نجفی
- هادی حیدری
- میترا بیات
- فریبا نباتی
- فاضل ترکمن
- رودابه حمزه‌ای
- رخساره قائم مقامی
- آریا آرام نژاد
- منیره حسینی
- مسعود میری
- هاشم باروتی
- مزدک موسوی
- سمانه نائینی
- محمد جاوید
- زهرا مداح
- بابک حیدری
- معصومه بختیاری
- رامیار منوچهر زاده
- شادی قدیریان
- علی ناجیان
- اکبر کریمی ممقانی
- آیدا وثوقی
- ژینوس تقی‌زاده
- سهراب کاشانی
- حمید اسکندری
- رضا صفریان
- راضیه بهرامی
- محمد حسین جنتی
- جواد زهتاب
- محمدرضا طاهری
- مرتضی لطفی
- پریوش نظریه[۲۲]
- سولماز فرخ منش
- ابوالفضل معماریان
- هاله مشتاقی نیا
- کلثوم بزی
- رهام سبحانی
- امیر توده فلاح
- صابر ساده
- نیما مرادی
- میثاق جوهری
- شیرین عابدینی راد
- آرتمیس ورزنده
- بهناز هوشمندی
- سعید جلوه گری
- نبی احمدی
- محمد کمالی پور
- بنیامین سهرابی
- امید شلمانی
- بهزاد رئیسی
- مارچلو اکبریان
- سروش رادمهر
- مرجان پارسی
- رضا عباس‌زاده منتظری
- فرخ زاد لایق
- محمد معتمدی
- کیوان فرزین
- کیاوش صاحب‌نسق
- نوید افقه
- پوریا اخواص
- بهرنگ تنکابنی
- آرش فرهنگ‌فر
- سامان احتشامی
- سامر حبیبی
- آوا مشکاتیان
- رامین صدیقی
- آروین صداقت کیش
- مهدی قاسمی
- هومن جاوید
- سیاوش برهانی
- روشنک نوری
- وحید رنجبر چقاکبودی
- سحر لطفی
- سیاوش لطفی
- حسام گرشاسبی
- نشاط نوذری
- شهرزاد بهشتیان
- ایمان پاک‌نهاد
- مهدی میرمحمدی
- الهام پاوه‌نژاد
- محمد موسوی
- محمدعلی چاوشی
- جواد حق بین
- بابک چمن‌آرا
- بزرگمهر حسین‌پور
- پژمان ظفرمند
- عادله ضیایی
- محمد حسن عزت زاده[۲۳]

موسیقیدانان
- شهرام ناظری
- مسعود شعاری
- حسام الدین سراج
- بهداد بابایی
- فرخ زاد لایق
- محمد معتمدی
- کیوان فرزین
- کیاوش صاحب نسق
- عبدالحسین مختاباد
- نوید افقه
- فردین خلعتبری
- پوریا اخواص
- بهرنگ تنکابنی
- آرش فرهنگ فر
- سامان احتشامی
- سامر حبیبی
- آوا مشکاتیان
- رامین صدیقی
- آروین صداقت کیش
- مهدی قاسمی
- هومن جاوید
- سیاوش برهانی
- روشنک نوری
- سحر لطفی
- سیاوش لطفی
- حسام گرشاسبی
- نشاط نوذری
- شهرزاد بهشتیان
- ایمان پاکنهاد
- مهدی می‌رمحمدی
- الهام پاوه‌نژاد
- محمد موسوی (نشر ماهور)

، محمدعلی چاوشی (نشر مشکات)
- جواد حق بین (نشر آوای جنوب)
- بابک چمن آرا (نشر آوا خورشی)[۲۴]

## حامیان اقتصادی
- حمیدرضا برادران شرکا
- محمد مهدی بهکیش
- جعفر خیرخواهان
- رحیم ابوسعیدی
- حسن درگاهی
- فرشاد مؤمنی
- محسن رنانی
- محمد ستاری فر
- محمدحسین شریف زادگان
- محمد طبیبیان
- حسین عبده تبریزی
- مسعود کرباسیان
- سعید لیلاز،[۲۵]
- جهانمیر (صفر) پیش بین[۲۵]

## فعالان سیاسی
- شهیندخت مولاوردی
- صادق زیباکلام
- محسن میردامادی[۲۶]
- مصطفی تاجزاده
- غلامحسین کرباسچی[۲۷]
- معصومه ابتکار[۲۸]
- عباس عبدی
- حبیب‌الله پیمان
- هادی خانیکی
- عبدالله رمضانزاده
- عباس کوشا
- الهه کولایی
- محسن صفایی فراهانی
- ابراهیم یزدی
- محمدرضا خاتمی
- بهزاد نبوی
- احمد منتظری

## دانشگاهیان و نخبگان کشور
گروهی از اساتید، نخبگان و پژوهشگران علمی کشور نیز طی صدور بیانیه‌ای حمایت خود را از روحانی اعلام کردند:

## رسانه‌های حامی
- آفتاب نیوز
- گروه رسانه ای تکتازان کاسپین
- انتخاب

## احزاب حامی
- مجمع اسلامی فرهیختگان استان اردبیل[۴۱]
- ائتلاف اصلاح طلبان
- حزب اعتمادملی
- مجمع روحانیون مبارز
- مجمع مدرسین حوزه علمیه قم[۳۰]
- جبهه مشارکت ایران اسلامی
- جمعیت زنان جمهوری اسلامی
- حزب اعتدال و توسعه
- مجمع نیروهای خط امام
- حزب مردم‌سالاری
- جبهه مردمی اصلاحات
- خانه کارگر[۳۱]
- حزب اراده ملت ایران
- جبهه مردمی حماسه سازان ایران اسلامی[۳۲]
- جمعیت فجر صادق «فرهیختگان کسب و کار»[۳۳]
- ستاد انتخاباتی مرکزی محمدرضا عارف[۳۴]
- کمیته جوانان و دانشجویان اصولگرای حامی دکتر روحانی با عنوان "میثاق”[۳۵]
- حزب جوانان ایران اسلامی[۳۶]
- انجمن اسلامی معلمان ایران[۳۷]
- مجمع فرهنگیان ایران اسلامی[۳۸]
- جماعت دعوت و اصلاح ایران[۳۹]
- شورای فعالان ملی مذهبی
- مجمع دانش اموختگان ایران اسلامی